# Bakhodir Jalolov
Bakhodir Jalolov, né le 8 juillet 1994 à Sariosiyo (en), est un boxeur ouzbek. Porte-drapeau de l'Ouzbékistan lors de la cérémonie d'ouverture des Jeux olympiques de Rio de 2016, le boxeur évoluant dans la catégorie des super-lourds est battu en quart de finale par Joe Joyce. Boxeur professionnel autorisé à participer aux Jeux de Tokyo en 2021, il devient champion olympique en dominant la compétition.

## Carrière
Bakhodir Jalolov évolue dans la catégorie des poids super-lourds. Il est médaillé de bronze aux championnats du monde de Doha en 2015 et médaillé d'or aux championnats d'Asie de Tachkent en 2017, de Bangkok en 2019 et de Dubaï en 2021 ainsi qu'aux championnats du monde d'Iekaterinbourg en 2019.
En mai 2018, le boxeur ouzbek devient professionnel. En quart de finale des championnats du monde amateur de 2019, Jalolov inflige un impressionnant KO à l'Américain Richard Torrez qui sort du ring sur une civière. Après le combat, Mauricio Sulaiman, président de la WBC, déclare : « Brutal et criminel d'autoriser un boxeur professionnel avec un bilan de six victoires sans défaite comme Jalolov de Russie de combattre l’amateur américain de 20 ans Torrez, surclassé, plus léger et plus petit, lors du championnat du monde AIBA en Russie. Jalolov a son septième combat professionnel programmé dans onze jours aux États-Unis »,.
Il est par ailleurs le porte-drapeau de l'Ouzbékistan lors de la cérémonie d'ouverture des jeux olympiques d'été de 2016 puis devient champion olympique dans la catégorie des super-lourds aux jeux olympiques d'été de Tokyo en 2021, où il est également porte-drapeau de la délégation ouzbèke.
De retour sur les rings professionnels, le champion olympique met KO le Colombien Julio Cesar Calimeno en seulement 46 secondes lors d'un combat organisé à Dubaï en décembre 2021. Il poursuit sa série de victoires avant la limite en dominant le Polonais Kamil Sokolowski en mars 2022 puis le Belge Jack Mulowayi en juin.

## Palmarès

### Amateur
- Jeux olympiques :
  -  Champion olympique des poids super-lourds aux Jeux olympiques de 2020 à Tokyo,  Japon.
  -  Champion olympique des poids super-lourds aux Jeux olympiques de 2024 à Paris, France.

- Championnats du monde :
  -  Médaille de bronze des poids super-lourds en 2015 à Doha,  Qatar.
  -  Médaille d'or des poids super-lourds en 2019 à Iekaterinbourg,  Russie.

- Championnats d'Asie :
  -  Médaille d'or des poids super-lourds aux championnats d'Asie en 2017 à Tachkent,  Ouzbékistan.
  -  Médaille d'or des poids super-lourds aux championnats d'Asie en 2019 à Bangkok,  Thaïlande.
  -  Médaille d'or des poids super-lourds aux championnats d'Asie en 2021 à Dubaï,  Émirats arabes unis.

### Professionnel
| 14 combats      | 14 victoires | 0 défaites |
| Avant la limite | 14           | 0          |
| Sur décision    | 0            | 0          |

| Décision possible : KO • TKO (KO technique) • UD (décision aux points unanime) • MD (décision aux points majoritaire) • SD (décision aux points partagée) • D (match nul) • NC (sans décision) • RTD (abandon) |        |                      |      |        |                   |                                                |       |
| Résultat | Record | Adversaire           | Type | Round  | Date              | Lieu                                           | Notes |
| Victoire | 14-0   | Chris Thompson       | KO   | 1 (10) | 23 novembre 2023  | Humo Arena, Tachkent                           |       |
| Victoire | 13-0   | Onoriode Ehwarieme   | TKO  | 1 (10) | 26 août 2023      | Hard Rock Hotel & Casino, Tulsa                |       |
| Victoire | 12-0   | Curtis Harper        | KO   | 4 (10) | 26 novembre 2022  | Dignity Health Sports Park, Carson             |       |
| Victoire | 11-0   | Jack Mulowayi        | KO   | 8 (8)  | 10 juin 2022      | Turning Stone Resort & Casino, Verona          |       |
| Victoire | 10-0   | Kamil Sokolowski     | TKO  | 5 (8)  | 18 mars 2022      | Duty Free Tennis Stadium, Dubaï                |       |
| Victoire | 9-0    | Julio Cesar Calimeno | KO   | 1 (6)  | 11 décembre 2021  | Coca-Cola Arena, Dubaï                         |       |
| Victoire | 8-0    | Kristaps Zutis       | TKO  | 2 (6)  | 3 avril 2021      | Humo Arena, Tachkent                           |       |
| Victoire | 7-0    | Wilfrido Leal        | TKO  | 1 (6)  | 12 décembre 2020  | San Luis Rio Colorado                          |       |
| Victoire | 6-0    | Brendan Barrett      | KO   | 1 (6)  | 10 avril 2019     | Sony Hall, New York                            |       |
| Victoire | 5-0    | Willie Harvey        | TKO  | 2 (6)  | 15 mars 2019      | Marconi Automative Museum, Tustin (Californie) |       |
| Victoire | 4-0    | Marquis Valentine    | KO   | 1 (4)  | 8 décembre 2018   | Industry Hills Expo Center, La Puente          |       |
| Victoire | 3-0    | Tyrell Wright        | RTD  | 4 (6)  | 27 octobre 2018   | Madison Square Garden Theater, New York        |       |
| Victoire | 2-0    | Eduardo Vitela       | KO   | 1 (6)  | 29 septembre 2018 | Kings Theatre, Brooklyn                        |       |
| Victoire | 1-0    | Hugo Trujillo        | TKO  | 3 (6)  | 5 mai 2018        | Foxwoods Resort, Mashantucket                  |       |